# (16427) 1988 EB2
(16427) 1988 EB2 est un astéroïde de la ceinture principale d'astéroïdes découvert en 1988.

## Description
(16427) 1988 EB2 a été découvert le 13 mars 1988 à l'observatoire Brorfelde, près de Holbæk au Danemark, par Poul Jensen.

### Caractéristiques orbitales
L'orbite de cet astéroïde est caractérisée par un demi-grand axe de 2,32 UA, un périhélie de 1,99 UA, une excentricité de 0,14 et une inclinaison de 5,95° par rapport à l'écliptique. Du fait de ces caractéristiques, à savoir un demi-grand axe compris entre 2 et 3,2 UA et un périhélie supérieur à 1,666 UA, il est classé, selon la JPL Small-Body Database, comme objet de la ceinture principale d'astéroïdes.

### Caractéristiques physiques
(16427) 1988 EB2 a une magnitude absolue (H) de 14,1 et un albédo estimé à 0,508.